# D-alanin-poli(fosforibitol) ligaza
D-alanin-poli(fosforibitol) ligaza (EC 6.1.1.13, D-alanil-poli(fosforibitol) sintetaza, D-alanin: membransko akceptorska ligaza, -alanin-D-alanil nosilac proteinska ligaza, -alanin-membranska akceptorska ligaza, -alanin-aktivirajući enzim) je enzim sa sistematskim imenom D-alanin:poli(fosforibitol) ligaza (formira AMP). Ovaj enzim katalizuje sledeću hemijsku reakciju
ATP + -alanin + poli(ribitol fosfat) {\displaystyle \rightleftharpoons } AMP + difosfat + O-D-alanil-poli(ribitol fosfat)
Tioestarska veza se formira tranzijentno između D-alanina i sulfhidrilne grupe 4'-fosfopanteteinske prostetičke grupe D-alanil proteinskog nosioca tokom aktivacije alanina.

## Literatura
- Nicholas C. Price; Lewis Stevens (1999). Fundamentals of Enzymology: The Cell and Molecular Biology of Catalytic Proteins (Third изд.). USA: Oxford University Press. ISBN 019850229X.
- Eric J. Toone (2006). Advances in Enzymology and Related Areas of Molecular Biology, Protein Evolution (Volume 75 изд.). Wiley-Interscience. ISBN 0471205036.
- Branden C; Tooze J. Introduction to Protein Structure. New York, NY: Garland Publishing. ISBN 0-8153-2305-0.
- Irwin H. Segel. Enzyme Kinetics: Behavior and Analysis of Rapid Equilibrium and Steady-State Enzyme Systems (Book 44 изд.). Wiley Classics Library. ISBN 0471303097.

## Spoljašnje veze
- D-alanine---poly(phosphoribitol)+ligase на 